# گونوشا
گونوشا (به لاتین: Günəvşa) یک منطقه مسکونی در جمهوری آذربایجان است که در شهرستان سیاه‌زن واقع شده است.